# Saylorville
Saylorville és una concentració de població designada pel cens dels Estats Units a l'estat d'Iowa. Segons el cens del 2000 tenia 3.238 habitants.

## Demografia
Segons el cens del 2000, Saylorville tenia 3.238 habitants, 1.226 habitatges, i 982 famílies. La densitat de població era de 149,7 habitants/km².
Dels 1.226 habitatges en un 32,7% hi vivien nens de menys de 18 anys, en un 72,1% hi vivien parelles casades, en un 5,4% dones solteres, i en un 19,9% no eren unitats familiars. En el 15% dels habitatges hi vivien persones soles el 6,6% de les quals corresponia a persones de 65 anys o més que vivien soles. El nombre mitjà de persones vivint en cada habitatge era de 2,61 i el nombre mitjà de persones que vivien en cada família era de 2,9.
Per edats la població es repartia de la següent manera: un 24,8% tenia menys de 18 anys, un 5,4% entre 18 i 24, un 28,5% entre 25 i 44, un 27,9% de 45 a 60 i un 13,5% 65 anys o més.
L'edat mediana era de 40 anys. Per cada 100 dones de 18 o més anys hi havia 99,1 homes.
La renda mediana per habitatge era de 67.197 $ i la renda mediana per família de 72.882 $. Els homes tenien una renda mediana de 41.486 $ mentre que les dones 35.833 $. La renda per capita de la població era de 28.034 $. Cap de les famílies i el 2,1% de la població estaven per davall del llindar de pobresa.

## Poblacions més properes
El següent diagrama mostra les poblacions més properes.